# Barkerville Park
Barkerville Park är en park i Kanada.   Den ligger i provinsen British Columbia, i den centrala delen av landet, 3 400 km väster om huvudstaden Ottawa. Barkerville Park ligger 1 225 meter över havet.
Terrängen runt Barkerville Park är huvudsakligen kuperad. Barkerville Park ligger nere i en dal. Trakten runt Barkerville Park är nära nog obefolkad, med mindre än två invånare per kvadratkilometer.. Närmaste större samhälle är Wells, 4,4 km väster om Barkerville Park. 
I omgivningarna runt Barkerville Park växer i huvudsak barrskog.